# Gran Premio de Argentina de Motociclismo de 1963
El Gran Premio de Argentina de Motociclismo de 1963 fue la undécima y penúltima prueba de la temporada 1963 del Campeonato Mundial de Motociclismo. El Gran Premio se disputó el 6 de octubre de 1963 en el Autódromo Oscar y Juan Gálvez. Tras esta edición, no se volvió a correr un Gran Premio de Motociclismo en Argentina hasta 1981.

## Resultados 500cc
Mike Hailwood ganó la carrera de 500cc sin competencia. El equipo Duke-Gilera ya no tenía esperanzas para el título mundial y tenía grandes problemas para preparar una máquina fiable. Por lo tanto, no viajó a Argentina. Como resultado, a Alan Shepherd no le importó que se retirara con su Matchless G50 y mantuvo su subcampeonato en el Mundial. Otro piloto de renombre fue Tarquinio Provini pero se retiró. Además, solo hubo participantes sudamericanos, de los cuales Jorge Kissling y Benedicto Caldarella terminaron segundo y tercero a una vuelta de Hailwood.
| Pos.     | Piloto               | Moto      | Tiempo     | Pts. |
| -------- | -------------------- | --------- | ---------- | ---- |
| 1        | Mike Hailwood        | MV Agusta | 1h 03:45.9 | 8    |
| 2        | Jorge Kissling       | Norton    | +1 Vuelta  | 6    |
| 3        | Benedicto Caldarella | Matchless | +1 Vuelta  | 4    |
| 4        | Victorio Minguzzi    | Matchless | +1 Vuelta  | 3    |
| 5        | Raúl Villaveiran     | Norton    | +1 Vuelta  | 2    |
| 6        | Horacio Costa        | Norton    | +1 Vuelta  | 1    |
| 7        | Juan Carlos Perkins  | Norton    |            |      |
| Ret      | Alan Shepherd        | Matchless | Ret        |      |
| Ret      | Tarquinio Provini    | Morini    | Ret        |      |
| Sources: |                      |           |            |      |

## Resultados 250cc
Jim Redman podría haber asegurado su título mundial al ganar, pero falló. Tarquinio Provini acabó por delante de él con la Moto Morini 250 GP y se puso a liderar la general. El tercer lugar fue para Umberto Masetti, que se retiró como piloto y emigró a Chile.
| Pos. | Piloto            | Moto       | Tiempo    | Pts. |
| ---- | ----------------- | ---------- | --------- | ---- |
| 1    | Tarquinio Provini | Morini     | 59'14"400 | 8    |
| 2    | Jim Redman        | Honda      |           | 6    |
| 3    | Umberto Masetti   | Morini     |           | 4    |
| 4    | Raúl Kissling     | NSU        |           | 3    |
| 5    | Ivan Schumann     | NSU        |           | 2    |
| 6    | Carlos Marfetan   | Parilla    |           | 1    |
| Ret  | Héctor Pochettino | Moto Guzzi | Ret       |      |
| Ret  | Luigi Taveri      | Honda      | Ret       |      |

## Resultados 125cc
Sin Suzuki, que ya tenía el título mundial con Hugh Anderson y ya no tenía ningún interés en viajar a Argentina, Jim Redman tuvo la pista libre para libre (ya que tenía que estar allí para defender sus opciones en 250cc). El rhodesiano ganó con su Honda RC 145 por delante de los pilotos argentinos de Bultaco Héctor Pochettino y Aldo Caldarella.
| Pos. | Piloto            | Moto      | Tiempo    | Pts. |
| ---- | ----------------- | --------- | --------- | ---- |
| 1    | Jim Redman        | Honda     | 54'56"800 | 8    |
| 2    | Héctor Pochettino | Bultaco   |           | 6    |
| 3    | Aldo Caldarella   | Bultaco   |           | 4    |
| 4    | Alberto Gómez     | Zanella   |           | 3    |
| 5    | Eduardo Salatino  | Zanella   |           | 2    |
| 6    | Horacio Maffia    | Ducati    |           | 1    |
| Ret  | Victorio Minguzzi | Tehuelche | Ret       |      |
| Ret  | Luigi Taveri      | Honda     | Ret       |      |

## Resultados 50cc
El piloto de Kreidler Hans-Georg Anscheidt vino a Argentina para luchar por el liderazgo del Mundial, pero se lesionó durante el entrenamiento y no pudo comenzar. El piloto Suzuki Hugh Anderson aprovechó al máximo y ganó la carrera por delante de su compañero Ernst Degner y del piloto Kreidler Alberto Pagani. Por lo tanto, el campeonato mundial permanecía abierto y todo tuvo que decidirse en la Gran Premio de Japón.
| Pos. | Piloto               | Moto     | Tiempo | Pts. |
| ---- | -------------------- | -------- | ------ | ---- |
| 1    | Hugh Anderson        | Suzuki   |        | 8    |
| 2    | Ernst Degner         | Suzuki   |        | 6    |
| 3    | Alberto Pagani       | Kreidler |        | 4    |
| 4    | Raúl Kissling        | Kreidler |        | 3    |
| 5    | Karaber Samardjian   | Suzuki   |        | 2    |
| 6    | Gastón Biscia        | Suzuki   |        | 1    |
| 7    | Altobrando Tassoni   | Tohatsu  |        |      |
| DNS  | Hans-Georg Anscheidt | Kreidler | DNS    |      |